# Lliga armènia de futbol
La lliga armènia de futbol, en armeni Բարձրագույն Խումբ, és la màxima competició futbolística d'Armènia.
Entre 1936 i 1991, la competició es disputà com un torneig regional integrat dins les categories de la lliga soviètica de futbol. Després de la independència del país, la competició és organitzada per la Federació de Futbol d'Armènia. La competició es disputa entre la primavera i la tardor. La màxima categoria està formada per 8 equips.

## Equips participants en la temporada 2017-2018
- Alashkert Yerevan
- Ararat Yerevan
- Banants Yerevan
- Gandzasar Kapan
- Pyunik Yerevan
- Shirak Gyumri

## Historial
Font:

### Campions durant l'època soviètica
- 1936: FC Dinamo Yerevan
- 1937: FC Dinamo Yerevan
- 1938: Spartak Yerevan
- 1939: Spartak Yerevan
- 1940: Spartak Yerevan
- 1941-44: no es disputà
- 1945: Spartak Yerevan
- 1946: FC Dinamo Yerevan
- 1947: FC Dinamo Yerevan
- 1948: FC Dinamo Yerevan
- 1949: FC Dinamo Yerevan
- 1950: Urogai Yerevan
- 1951: Stroitel Yerevan
- 1952: Spartak Yerevan
- 1953: Krasnoe Znamya Leninakan
- 1954: Spartak Yerevan
- 1955: Himik Kirovokan
- 1956: SKIF Yerevan
- 1957: Krasnoe Znamya Leninakan
- 1958: SKIF Yerevan
- 1959: SKIF Yerevan
- 1960: Tekstilshik Leninakan
- 1961: Tekstilshik Leninakan
- 1962: Tekstilshik Leninakan
- 1963: Lokomotiv Yerevan
- 1964: Himik Kirovokan
- 1965: Araks Yerevan
- 1966: Elektrotehnik Yerevan
- 1967: FC Kotayk Abovian
- 1968: Araks Yerevan
- 1969: Araks Yerevan
- 1970: Motor Yerevan
- 1971: SKIF Yerevan
- 1972: Zvezda Yerevan
- 1973: FC Kotayk Abovian
- 1974: SKIF Yerevan
- 1975: FC Kotayk Abovian
- 1976: FC Kotayk Abovian
- 1977: Araks Yerevan
- 1978: Kanaz Yerevan
- 1979: Aragats Leninakan
- 1980: Aragats Leninakan
- 1981-86: no es disputà
- 1987: Aragats Leninakan
- 1988: Elektron Yerevan
- 1989: FC Kapan
- 1990: Ararat-2 Yerevan
- 1991: Syunik Kapan

### Campions des de la independència
- 1992:  Shirak (1) i  Homenetmen (1) [a]
- 1993:  Ararat (1)
- 1994:  Shirak (2)
- 1995:  Shirak (3) i  Ararat (2) [b]
- 1995-96:  Pyunik (2) [c]
- 1996-97:  Pyunik (3)
- 1997:  Yerevan (1)
- 1998:  Tsement (1)
- 1999:  Shirak (4)
- 2000:  Araks (2)
- 2001:  Pyunik (4)
- 2002:  Pyunik (5)
- 2003:  Pyunik (6)
- 2004:  Pyunik (7)
- 2005:  Pyunik (8)
- 2006:  Pyunik (9)
- 2007:  Pyunik (10)
- 2008:  Pyunik (11)
- 2009:  Pyunik (12)
- 2010:  Pyunik (13)
- 2011:  Ulisses (1)
- 2012-13:  Shirak (5)
- 2013-14:  FC Banants (1)
- 2014-15:  Pyunik (14)
- 2015-16:  Alashkert FC (1)
- 2016-17:  Alashkert FC (2)
- 2017-18:  Alashkert FC (3)
- 2018-19:  FC Ararat-Armenia (1)
- 2019-20:  FC Ararat-Armenia (2)
- 2020-21:  Alashkert FC (4)
- 2021-22:  Pyunik (15)
- 2022-23:  Urartu FA (2)
- 2023-24:  Pyunik (16)
- 2024-25:  FC Noah (1)

1. ↑  Campionat compartit.
2. ↑  Es disputà una lliga de transició per canvi de dates. Shirak i Ararat guanyaren els dos grups disputats.
3. ↑  Club continuador del Homenetmen.